# Iapyger
Iapyger, även japyger eller apulier, var ett eller flera indoeuropeiska men icke italiska folk i Syditalien. Troligen vandrade iapygerna från Balkan över Adriatiska havet i slutet av bronsåldern. Det tycks som om ausonerna redan fanns i området när iapygerna kom dit. Iapygerna var inte en, utan tre olika folk: messapier, peuketier och daunier.